# 文徳 (大理)
文徳（ぶんとく）は、大理国の段思平の治世中に使われた元号。938年 - 年代不詳。